# Pidkamin, Rohatîn
Pidkamin (în ucraineană Підкамінь) este o comună în raionul Rohatîn, regiunea Ivano-Frankivsk, Ucraina, formată numai din satul de reședință.

## Demografie
Componența lingvistică a comunei Pidkamin
     Ucraineană (99,48%)
     Alte limbi (0,52%)
Conform recensământului din 2001, majoritatea populației comunei Pidkamin era vorbitoare de ucraineană (99,48%), existând în minoritate și vorbitori de alte limbi.